# Carl Ludwig August von Benning
Carl Ludwig August von Benning (* 17. Januar 1776 in Kassel; † 28. April 1829 ebenda) war ein deutscher Offizier.

## Leben
Carl Ludwig August von Benning wurde als Sohn des Generalleutnants Ferdinand Ludwig von Benning (* 1737; † 1800 in Kassel) geboren. Sein Bruder Friedrich (* unbekannt; † 1809 in Korbach) war westphälischer Kapitän.
Im April 1784 kam er als Page an den Hof des Landgrafen Friedrich II. 1792 erfolgte seine Beförderung zum Fähnrich im Regiment „Leibgarde“. Er machte den Feldzug gegen Frankreich mit und war an der Rückeroberung von Frankfurt am Main am 2. Dezember 1792 beteiligt, anlässlich deren das Hessendenkmal errichtet wurde.
1806 war er Stabskapitän im Regiment „Garde“ und trat im März 1808 als Grenadierkapitän beim 3. Westphälischen Linienregiment ein. Im gleichen Jahr wurde er im Oktober zu den Jägern der Garde versetzt und nahm 1809 während des Fünften Koalitionskrieges am Feldzug gegen Österreich teil. 1810 wurde er Bataillonskommandeur im 8. Linienregiment und 1811 erfolgte seine Beförderung zum Major. Im August 1812 erhielt er das Kommando einer Mobilen Kolonne und im Dezember 1812 wurde er zu den Füsilieren der Garde versetzt. Im Mai 1813 erfolgte die Beförderung zum Oberst. Als solcher führte er die Füsiliergarde in den Feldzug und war während der Schlacht bei Bautzen an den Kämpfen von Hochkirch beteiligt.
Im Oktober 1813 wurde er in das Königreich Westphalen zurückgerufen, nachdem das Korps aufgelöst und teilweise in die französische Garde eingegliedert worden war. Nach der Auflösung des Königreiches Westphalen im Winter 1813 bot er seine Dienste seinem Fürsten Wilhelm I. erneut an und wurde im Dienstgrad Oberstleutnant als Kommandeur des I. Infanterieregimentes „Kurfürst“ wieder eingestellt. Er führte das von ihm gebildete Regiment mit dem Armeekorps unter dem Befehl des späteren Kurfürsten Wilhelm II. nach Frankreich und nahm im März 1814 an der Blockade von Thionville und Metz und im Sommer 1815 an den Belagerungen von Sedan, Mezieres und Givet teil.
1816 erfolgte seine Ernennung zum Oberst.

## Auszeichnungen
- Am 1. Januar 1813 wurde er mit dem Orden der Westphälischen Krone ausgezeichnet.
- Im September 1814 erhielt er die Auszeichnung als Ritter des Ordens vom Eisernen Helm.[6]
- Aufgrund des Vorschlages des Korpschefs der 2. Kur-Hessischen Brigade erhielt er im Oktober 1815 den Orden Pour le Mérite.[7]
- Im November 1817 wurde er zum Ritter des Ordens Pour la vertu militaire ernannt.
- Am 28. Juli 1824 wurde ihm das Kommandeurkreuz II. Klasse des Hausordens vom Goldenen Löwen verliehen.